# Famille de Rocca Serra
Pour les articles homonymes, voir Rocca Serra.
La famille de Rocca Serra est une famille subsistante originaire de Corse où elle a été maintenue noble en 1772 sur preuves de 1556. C'est donc une famille d'extraction nobiliaire.
Elle revendique être issue de la famille della Rocca, famille de l'ancienne noblesse corse, elle même issue de la famille Colonna, une maison princière romaine.

## Origines ethniques

### VeauIXesiècle- Les autochtones
Depuis le dernier Empereur latin Romulus Augustule au Ve siècle, la puissance romaine latine n’existe plus en tant que telle en Corse qui à cette époque constitue avec la Sardaigne la frontière d’influence entre le califat de Kairouan et le califat de Cordoue.
Aucun des textes contemporains connus n’indiquent qu’elles furent jamais conquises et administrées par les musulmans.
La Sardaigne et la Corse, qui connaissent un sort commun, ont résisté avec l’aide de Byzance et des Toscano-francs aux raids des Sarrasins puis, isolées des puissances continentales, elles se sont organisées seules dans leurs vallées et leurs montagnes, les Corses des villes côtières christianisées ayant quitté les côtes pour rejoindre Rome, la Corse va pendant un siècle et demi vivre isolée, sans véritable contacts extérieurs.
À cette époque, l’île est largement païenne et l’autorité de l’église quasiment inexistante, la christianisation de la Corse ayant été tardive, au IVe siècle à partir de Mariana et Aleria. La plupart des « Santi corsi » (Divota, Ghjulia, Riparata, Parteu, Appianu, Fiorenzu) sont en réalité des Saints d’origine africaine dont le culte a été apporté par les évêques catholiques déportés au Ve siècle par les Vandales ariens en Corse.
Pourtant la reconquête menée par les chevaliers toscans se fera sous forme d’une véritable croisade contre des forces organisées et non-chrétiennes. Selon le professeur en histoire Denis Luciani, il faut en fait comprendre la présence de maures en Corse comme l'assimilation par les clercs de tous infidèles aux sarrasins, il s'agissait en fait de corses païens.

### IXeauXIVesiècle- Les Cinarcais
L'origine des seigneurs Cinarcais fait l'objet de différentes thèses. La seule certitude est qu'en dehors des seigneurs du Cap, issus d'officiers Génois, et des marquis de Toscane devenus au XIe siècle indépendants et héréditaires, le reste de la féodalité corse se répartit en deux clans, les Biancolacci et les Cinarchesi.
À l’époque de la reconquête, là où les familles qui prendront dans le delà des monts la tête des clans locaux ralliés aux armées chrétiennes se rattacheront à la tradition du gouvernement au temps des derniers romains byzantins.
Pour le deçà des monts, par contre, les seigneurs qui y dominent sont ceux de Palazzo de Poggio de Venaco, les toscano-francs descendant de Boniface, Comte de Lucca puis Marquis de Toscane, véritable héros de la reconquête sur les "Maures" en Méditerranée.
Au XIVe siècle pour asseoir leur pouvoir, les seigneurs Cinarcais auront besoin pour être désignés Comte de Corse (les conditions essentielles étaient : posséder le château de Cinarca, appartenir à la famille de la Rocca et être désigné à Biguglia ou à Morosaglia par l’assemblée des représentants des pieves de Corse) de s’inventer un ancêtre commun avec les Comtes du Palazzo qui étaient eux les véritables descendants de Boniface.
Ainsi est né le mythe de Ugo Colonna le bon libérateur des Corses opprimés par les cruels maures.
Mais en dehors du personnage mythique de Ugo Colonna et peut-être d’Arrigo Bel Messere l’histoire de la conquête effectuée par les chevaliers continentaux est bien réelle même si elle apparaît comme aménagée par les vainqueurs (féodaux et prêtres) et la chronique doit être lue.

## Trois grandes hypothèses se dessinent quant à l'origine des Cinarcais

### La légendeUgo Colonna, prince romain

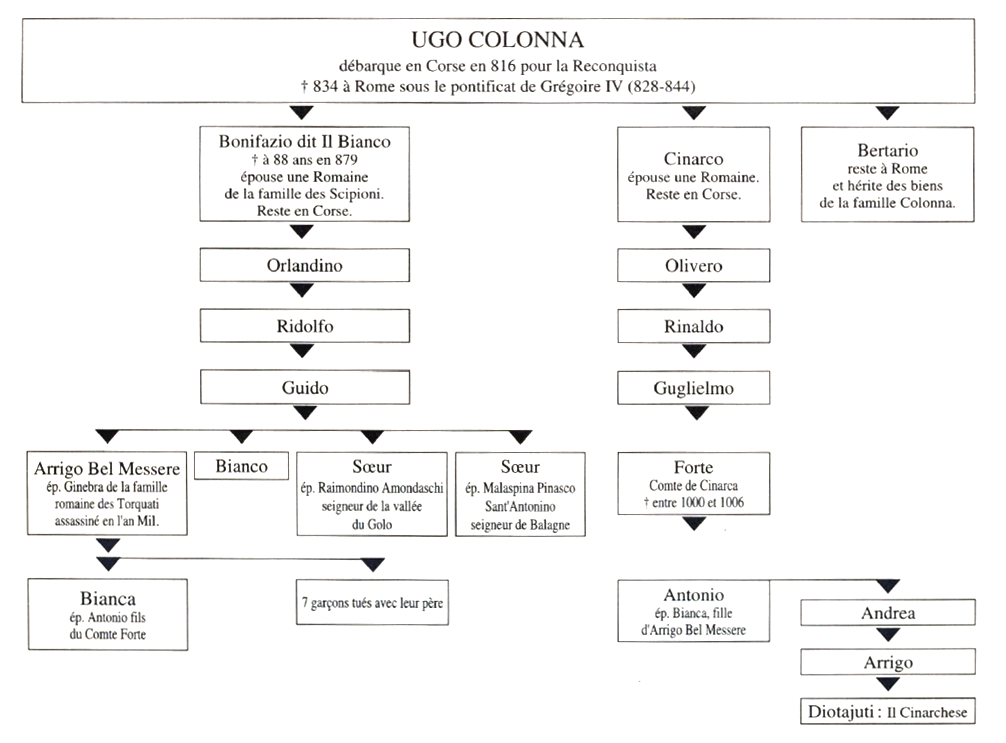
Descendance de Ugo Colonna

Au XIVe siècle pour asseoir leur pouvoir, les seigneurs Cinarchesi eurent besoin pour être désignés Comte de Corse de s'inventer un ancêtre commun avec les Comtes du Palazzo qui étaient eux les véritables descendants de Boniface.
Les conditions essentielles étaient : posséder le Château de Cinarca, appartenir à la Famille Della Rocca et être désigné à Biguglia ou à Morosaglia par l'assemblée des représentants des pieves de Corse.
Ainsi est né le mythe de Ugo Colonna le bon libérateur des Corses opprimés par les cruels maures.
Ainsi le chroniqueur Giovanni della Grossa, écrivant au XVe siècle, fonde la légitimité des comtes sur une reconquête à partir de l'Italie. Celui-ci rapporte une généalogie traditionnelle dont toute la féodalité légitime remonterait à Ugo Colonna envoyé en 816 par un prince romain pour la « reconquista » de l'île sur les Maures et investit par le Souverain Pontife après la victoire.
Il est présenté dans les traditions insulaires comme l'héroïque fondateur de la dynastie des souverains et comtes de Corse.
Il aurait fondé le comté de Corse avec l'approbation du Saint-Siège. Le « palais » (Palazzo) se tenait alors à Venaco. Il a deux fils Bianco et Cinarco et Bianco Colonna fut désigné comme héritier.
Son existence n'a été corroborée par aucun document et est tenue pour légendaire par les historiens depuis le XIXe siècle.
L'abbé Letteron en 1888 n'a eu aucun mal à démontrer que cet Ugo est inconnu dans la Maison Colonna, dont le premier membre n'apparaît que trois cents ans plus tard, et à constater le caractère fabuleux de cette "reconquête" inspirée des chansons de geste du XIe siècle. On sait par les textes contemporains que les Sarrasins n'ont pas "occupé" la Corse au sens où ils ont occupé l'Espagne : ils se sont bornés à y faire de brèves incursions et à établir parfois sur les côtes des bases en vue d'opérations en Italie.
Un test ADN réalisé en 2021 sur un Rocca Serra de pure souche de 92 ans vient effectivement infirmer cette hypothèse puisqu'il en résulte que seulement 16,50% du génome est d'origine ethnique Italienne, lorsque 65% du génome est d'origine Grecque et d'Italie du Sud (Byzantine) et sarde (soit d'origine autochtone depuis le néolithique).

### Boniface II, comte de Lucques
La seconde hypothèse sérieuse relie les Cinarcais à Boniface II, comte de Lucques, chargé en 825 par l'empereur Lothaire de défendre la Corse et la Sardaigne contre les Sarrasins.
Ses descendants, devenus marquis, continuèrent à se dire tuteurs et protecteurs des îles lorsque se constitua au Xe siècle la marche de Toscane et à exercer sur la Corse plus qu'une simple suzeraineté. À plusieurs reprises, certains membres de cette famille que les historiens appellent Obertenghi s'installèrent même dans le Deçà-des-Monts Une branche toscane, plus anciennement établie que les Obertenghi, semble s'être imposée sous le nom de Comtes, à partir du palazzo del Poggio, situé près de Corte. Le dernier de cette lignée fut le célèbre Arrigo Bel Messere, assassiné aux environs de l'an mil, figure idéale où s'exprime le regret de l'ordre post-carolingien disparu.
L'hypothèse de la descendance de Boniface II de Toscane, descendant de Boniface Ier de Toscane, lui-même d'origine bavaroise est également infirmée en 2021 par le test ADN réalisé sur un Rocca Serra de pure souche de 92 ans puisqu'il en résulte que sont totalement absentes du génome les origines ethniques bavaroises (ouest et nord-européen, européen de l'Est, scandinave, des Balkans ou d'Angleterre).

### Source autochtone, clan lié au château de Cinarca
La troisième hypothèse relie les Cinarcais aux autochtones Corses païens du Delà-des-Monts, à l'abri d'une barrière montagneuse qu'il ne faut pas sous-estimer, présents avant 816 et issus de l'époque byzantine, quand les îles dépendaient de l'exarque d'Afrique.
Le titre de Cynarchus dut primitivement désigner le gouverneur de la Corse pour l'empire Byzantin. Le pouvoir des Cynarchi se restreignant toujours, on imagine aisément pourquoi la Cinarca finit par ne désigner que la portion occidentale de la Corse. Remarquons que le titre de juge (giudice), resté dans l'usage en Sardaigne, parait avoir été porté également en Corse où nous verrons Sinucello de Cinarca l'illustrer et le substituer à son nom.
Ce clan, comme l'indique son nom, est lié au château de Cinarca qui s'élevait Sagone. Il importe peu de savoir si un certain Cinarco, comme le veut Giovanni della Grossa, a donné son nom au château ou si le castello de Cinarca est l'éponyme des Cinarcais : de toute manière, il y a du grec dans ce mot.
Il n'est pas sans intérêt de noter que le château de Cinarca, situé, à peu de chose près, sur le parallèle d'Aleria (et de son prolongement montagnard du Palazzo) tourne, lui, le dos à la Tyrrhénienne. Il n'en est pas moins, entre Liamone et Gravona, au centre d'une piève hellénisée puis romanisée où la carte de Ptolémée place la civitas d'Ourkinion que rappelle encore aujourd'hui le nom d'Orcino.
Un test ADN réalisé en 2021 sur un Rocca Serra de pure souche de 92 ans semble étayer cette hypothèse puisqu'il en résulte que 27,70% du génome est d'origine ethnique Sarde. Cette origine ethnique correspondant à la période d'installation humaine durant le néolithique, vraisemblablement des populations d’Italie centrale tirrenique qui se sont déplacées vers la Sardaigne et vers la Corse. Ce peuplement initial est le fait de groupes d'agriculteurs qui, vers 6000 av. J.-C., importent dans les îles des animaux domestiques et du blé et qui s'installent durablement dans les plaines fertiles où ils érigent les premiers villages (le golfe de Sagone, berceau des origines familiales et du château de Cinarca correspond en tous points à cette description).
Ce test met également en évidence que 37,30% du génome est d'origine ethnique Grecque ou d'Italie du Sud (Byzantine).

## L'histoire depuis leXIVesiècle

### XIVeauXVesiècle- Les della Rocca

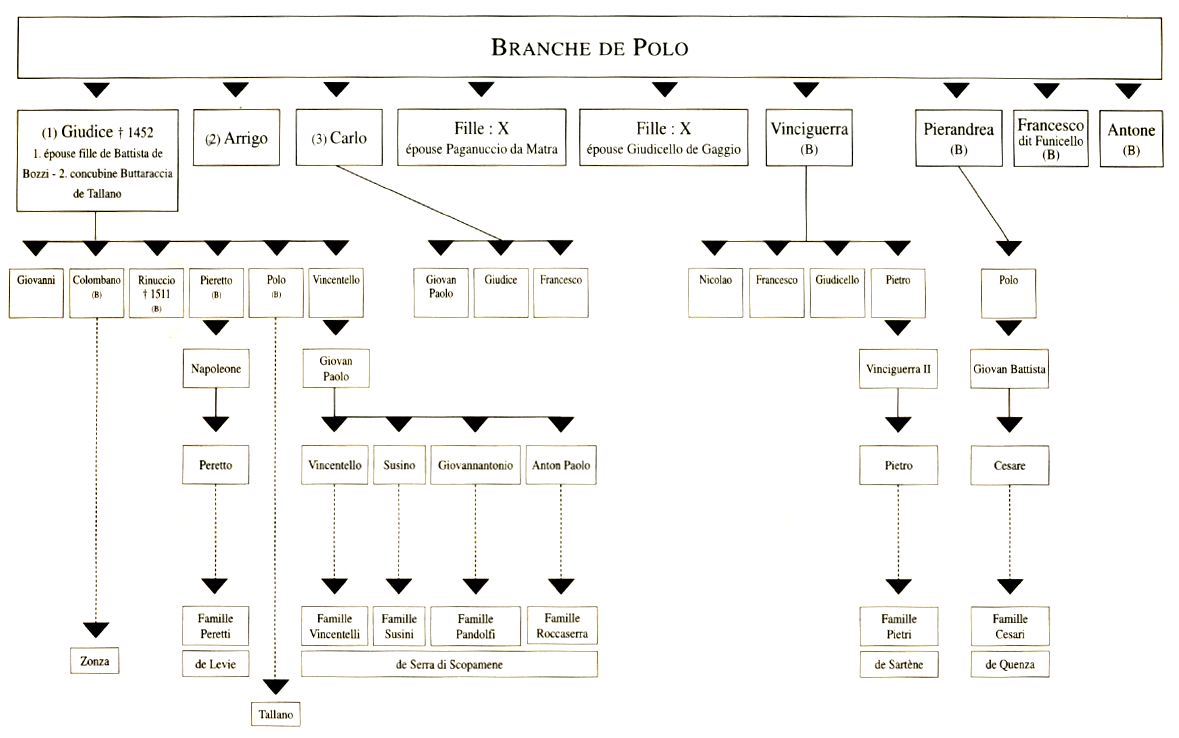
Descendance du Comte Polo della Rocca

Branche descendante des Comtes de Corse Cinarcais qui règnent depuis longtemps sur le Delà des-Monts, la seigneurie della Rocca, au sens strict du terme, n'a duré que deux siècles, du premier de la lignée Sinucello della Rocca au XIVe au XVe siècle avec Rinuccio della Rocca.
Après sa mort en 1408, Francesco della Rocca, représentant du peuple auprès de la cité de Gênes, dernier seigneur incontesté de la Rocca, laisse quatre fils légitimes, dans l'ordre des naissances : Guglielmo, Polo, Orlando, Antone et un bâtard Francesco.
En 1416, Polo della Rocca se pose en chef de la Maison. À cette date, le voilà comme son père désigné par le gouverneur comme vicaire de l'état Cinarcais pour le parti de Giudice.
En décembre 1417, il franchit les monts et, fort des droits de ses aïeux, se proclame seigneur de la Rocca.
En 1420, Alphonse V d'Aragon revendique l'île à la suite de la concession de la Corse du pape Boniface VIII à son ancêtre, Jacques II. Avec Vincentello d'Istria, nommé vice-roi de Corse, il assiège Bonifacio pendant près de cinq mois.
En 1420, c'est au camp royal devant Bonifacio que Polo della Rocca vint prêter serment d'allégeance à Alphonse V d'Aragon qui sut le traiter avec égard et qui l'arma chevalier sur le front des troupes.
En mai 1460, l'Office de Saint-Georges de Gênes envoie sur l'île Antonio Spinola, en tant que commissaire extraordinaire, avec 200 soldats. Vincentello d'Istria II et Luciano di Quenza se joignent à lui et attaquent la Rocca.
Polo della Rocca, irréductible, son fils Arrigo et son petit-fils Carlo Guidice della Rocca s'embarquent pour la Sardaigne échappant ainsi au massacre.
Après l'assassinat de Rinuccio della Rocca , le fils de Carlo Guidice della Rocca le 11 avril 1511, le pays de Fretto qui lui appartenait, devint propriété de l'Office de Saint-Georges de Gênes.
Parce que Rinuccio della Rocca avait été trop remuant et avait eu trop de pouvoir, Gênes scinda ce pouvoir et s'appuya sur quatre "principali" et pour cela convoqua les chefs des villages de Quenza, Serra-di-Scopamene et Zonza, ainsi qu’un représentant de la "communauté" de Bonifacio.
Zonza, envoya Prosperin, ancêtre de la famille Giudicelli ;
Levie, envoya Orazio, ancêtre de la famille Lanfranchi ;
Quenza, envoya Giovan Giacomo, ancêtre de la famille Ettori
et Serra, envoya Giovan Paolo, ancêtre des familles Pandolfi, Rocca Serra, Susini et Vincentelli.
Après que fut délimitée leur zone d'influence, ces "feudataires" reçurent chacun leur fief personnel dont l'ensemble s’étendait de Bonifacio au Coscione et de Tallano à Solenzara.

### XVeauXVIIIesiècle- Les Rocca Serra
Après 1460, les rescapés de la Maison della Rocca, dont Giovan Paolo, le petit fils de Carlo Guidice della Rocca, s'installent dans les villages de la Rocca, où ils construisent des maisons fortes appelées torre. Ces villages seront longtemps appelés signorili.
Il s'agit désormais de gentilshommes qui font suivre leur nom de baptême de celui d'un village en lieu et place du seigneurial "della Rocca".
Ainsi à Serra-di-Scopamene au milieu du XVIe siècle, la descendance de Polo della Rocca, par Giovan Paolo della Rocca donne place à della Serra (della Rocca della Serra).
À partir du milieu du XVIe siècle, on peut alors lire au fil des générations dans les états civils ou religieux, les états de recensement et dans les archives militaires, della Serra ou di Quenza (1556 à 1628) puis au fil des générations RoccaSerra puis Rocca Serra (1656 à 1925).

## Noblesse
En juillet 1768, à la suite du traité de Versailles, la France rachète à Gênes ses droits sur l'île.
Descendants des Comtes de Corse inféodés au XVIe siècle par l'Office de Saint-Georges de Gênes, des membres de la famille de Rocca Serra établissent leur filiation depuis Giovan Paolo Rocca Serra (1556) et présentent une requête devant le Conseil supérieur de la Corse qui anoblit la famille par les arrêts des 14 janvier (Porto Vecchio), 27 avril 1772 (Sartène), 5 juin 1772 (Cargiaca) et du 21 octobre 1774 (Levie).
Pour la branche de Levie, c'est à la requête de Pierre Jean de Rocca Serra, fils de feu Antoine Jean de Rocca Serra, de Paul et Jean Baptiste de Rocca Serra, fils de feu Jacques Alphonse de Rocca Serra, tous Rocca Serra de Levie que fut rendu l'arrêt de Noblesse du Conseil Supérieur de la Corse du 21 octobre 1774.
Avec 44 naissances entre 1890 et 2000, la famille de Rocca Serra appartient aujourd'hui à la noblesse française subsistante. On peut cependant ajouter 213 naissances sous le patronyme Rocca Serra.
La particule acquise en 1772 et 1774 n'apparait finalement que très peu, dans les états civils contemporains.

## Armoiries

Armoiries de la famille de Rocca Serra.

D'argent, à une tour au naturel, accompagné en chef d'une aigle de sable tenant entre ses pattes une balance du même (inscription à Serra),,
Les premières armoiries seigneuriales connues en Corse sont celles d’Arrigo della Rocca (ca 1330 - 1401), grand allié de la couronne d’Aragon, qui chevauche, d’après Giovanni della Grossa, a bandiere spiegate en associant deux symboles forts : "l'ucciello grifone" et les pals de gueule et d'or des armes royales aragonaises.
L’uciello griffone, désigne en italien ancien le vautour fauve (gyps fulvus) un grand rapace aux mœurs charognardes (ce qui du point de vue symbolique peut-être malvenu) présent dans toute la Méditerranée, de l’Italie à l’Espagne en passant par la Sardaigne. Vautour d’une envergure impressionnante auquel on prêtait des pouvoirs magiques au point de le confondre dans un même imaginaire avec la créature mythique mi-aigle mi-lion.
Ce choix témoigne qu’Arrigo se concevait avant tout comme le vassal de l’Aragon, le griffon étant un symbole héraldique courant qui ne renvoyait à aucune tradition locale particulière.
En revanche, son neveu, Vincentello d’Istria, lorsqu’il lui succède à la tête du parti aragonais, choisit un autre emblème héraldique. D’après Giovanni della Grossa qui avait été à son service, Vincentello avait fait peindre le château de Cinarca surmonté des armes aragonaises. Quant à son sceau, il conserve le château de Cinarca mais surmonté d'une balance.
C'est l'origine de la tour et cette fois, le code héraldique traduit la double légitimité que revendiquait le seigneur corse : le mythe des origines carolingiennes avec l’évocation du personnage de Cinarco ; le service du roi d’Aragon, seigneur légitime de l’île ; la balance, symbole de Justice ; particulièrement présente dans l'héraldique passé la révolte de 1357-1358.
À la fin du XVe siècle, l’évocation de Cinarca se retrouve sur l’ensemble des armoiries des seigneurs corses mais la référence au roi d’Aragon disparaît. Dans le contexte de l’affirmation du pouvoir génois dans l’île, cette référence aurait été un signe de révolte et il est compréhensible qu’elle ait été abandonnée.
La balance représente la justice alors administrée par la famille dans la région (par les juges alors appelés guidices).

## Personnalités

### Politique
Implantés dans la région de Porto-Vecchio les Rocca Serra ont occupé quasi sans interruption, de façon ostensible ou occulte, la fonction de maire de Porto Vecchio du Premier Empire à nos jours.
Famille marquée à droite, elle a notamment compté au niveau national :
- Camille de Rocca Serra (1880-1963), député de la Corse (IIIe République) ;
- Jean-Paul de Rocca Serra (1911-1998), personnalité politique française de Corse, fils de Camille de Rocca Serra (1880-1963)
- Louis-Ferdinand de Rocca Serra (1936-2021), personnalité politique française, sénateur de Corse-du-Sud[13]
- Camille de Rocca Serra (né en 1954), personnalité politique française de Corse, fils de Jean-Paul de Rocca Serra

### Autre
- Jacques de Rocca Serra, haut-fonctionnaire, ancien sous-préfet d'Épernay.
- Jean-Pierre de Rocca Serra, ancien Directeur général des services du Conseil général de Corse-du-Sud, condamné par le tribunal correctionnel de Bastia à un an de prison avec sursis et 5000 euros d'amende pour délit de favoritisme dans d'attribution de marchés publics[14].

## Alliances
Colonna d'Istria, Durazzo, de Peretti della Rocca, Lorenzi de Bradi, Pietri, Ortoli, de Susini, Abbatucci, Lanfranchi, Ettori, Chiaroni, de Giacomini, Paoli, Pozzo Di Borgo, Malachard des Reyssiers.